# Марк Петроний Сура Мамертин
Марк Петроний Сура Мамертин (лат. Marcus Petronius Sura Mamertinus) — римский государственный деятель второй половины II века.
Мамертин, возможно, происходил либо из Италии, либо из Африки. Его отцом был консул-суффект 150 года Марк Петроний Мамертин. Сура был женат на Корнифиции, дочери императора Марка Аврелия и Фаустины Младшей. В 182 году он занимал должность ординарного консула вместе с Квинтом Тинеем Руфом. Между 190 и 192 годом Сура был казнён по приказу императора Коммода вместе со своим братом Марком Петронием Сурой Септимианом и сыном Петронием Антонином.